# Grigny-sur-Rhône
Pour les articles homonymes, voir Grigny.
Grigny-sur-Rhône, anciennement Grigny jusqu'au 31 décembre 2024, est une commune française de la métropole de Lyon, en région Auvergne-Rhône-Alpes. Elle compte 9 941 habitants en 2022,,.
Les habitants sont appelés les Grignerots ou Grignerotes.

## Localisation

En rouge le territoire de Millery qui a intégré Vernaison et la métropole, en bleu le territoire qui a rejoint Grigny.

La ville de Grigny-sur-Rhône est située au sud de Lyon à environ 17 km. Elle se situe à une altitude moyenne de 160 mètres environ. L'altitude minimum et maximum étant respectivement 152 m et 245 m. Géographiquement la latitude de Grigny-sur-Rhône est de 45.611 degrés Nord et sa longitude de 4.793 degrés Est.
Elle est située au bord du fleuve Rhône et sur le coteau du Lyonnais au sud du département du Rhône. Elle est à proximité des départements de l’Isère et la Loire.
Le 1er janvier 2015, lors de la création de la métropole de Lyon, la commune absorbe une partie de Millery afin de créer un corridor territorial la reliant à la métropole.
Certains quartiers de la commune sont assez pentus car ils sont situés sur un coteau.

## Hydrographie
Grigny-sur-Rhône est une ville qui s’étend le long de la rive droite du Rhône. Elle est traversée à l'ouest de la commune par le Garon (affluent du Rhône) et le Mornantet (appelé aussi le Ruisseau des Levées). Ce dernier est un ruisseau affluent du Garon en limite de commune avec Givors.

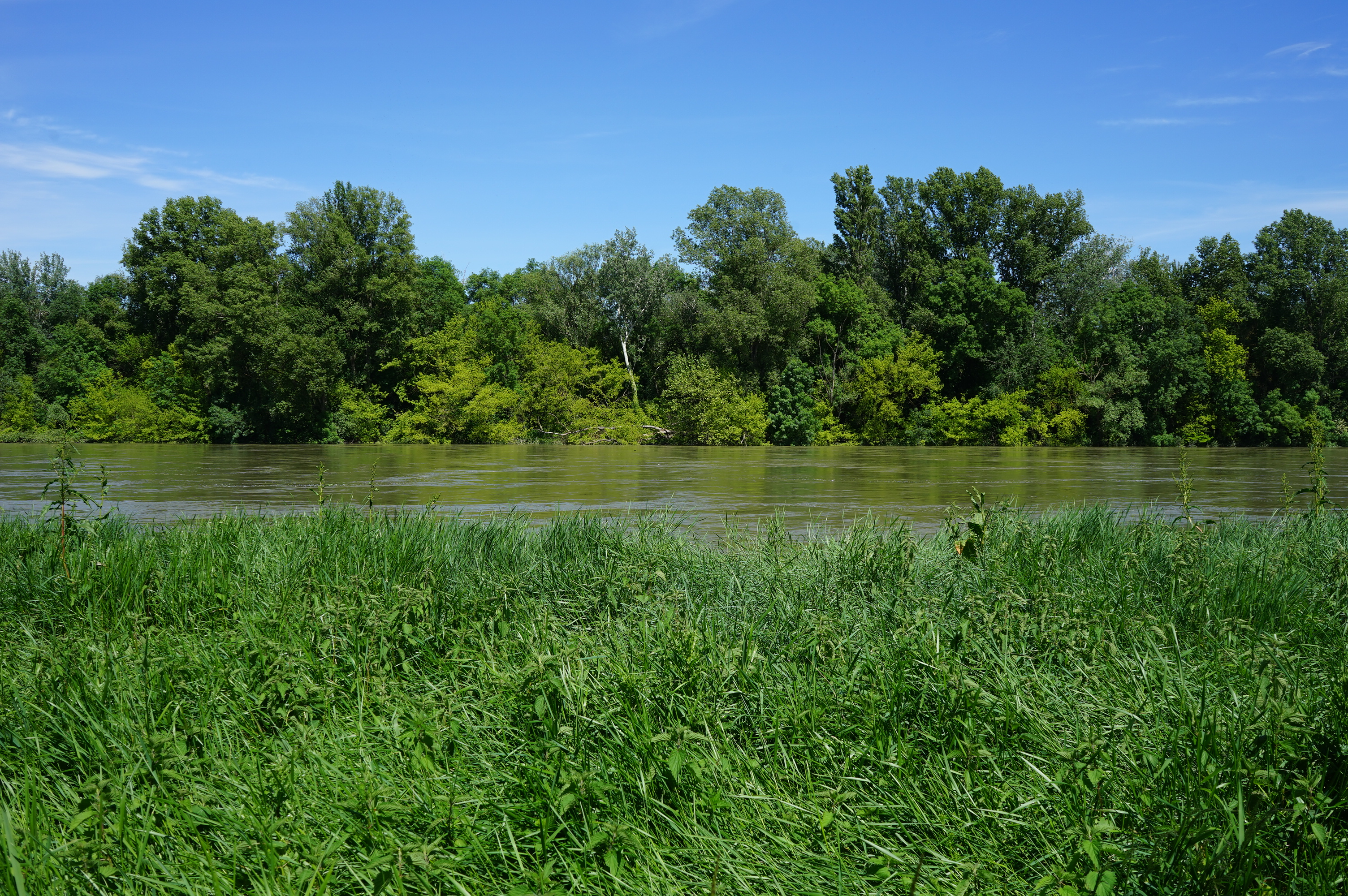
Fleuve Rhône à Grigny.

Plusieurs niveaux de crues du Rhône ont été répertoriés depuis le milieu du XIXe siècle sur l'ancienne tour du bac à traille près de la voie ferrée. Ils sont classés par ordre décroissant d'importance :
- 1856 : le 31 mai.
- 1957 : le 27 février.
- 1928 : le 17 février.
- 1896 : le 2 novembre.
- 1840 : le 1er novembre.
- 1918 : le 25 décembre.
- 1955 : le 20 janvier.
- 1944 : le 27 novembre.
- 1910 : le 22 janvier.
- 1923 : le 30 décembre.

Cinq repères de niveau de crue du Garon sont visibles : sur le mur de la salle Servanin, sur la promenade Jacques Brel , sur le bâtiment OPAC, sur le pont SNCF et sur le Pont SNCF Pressensé.

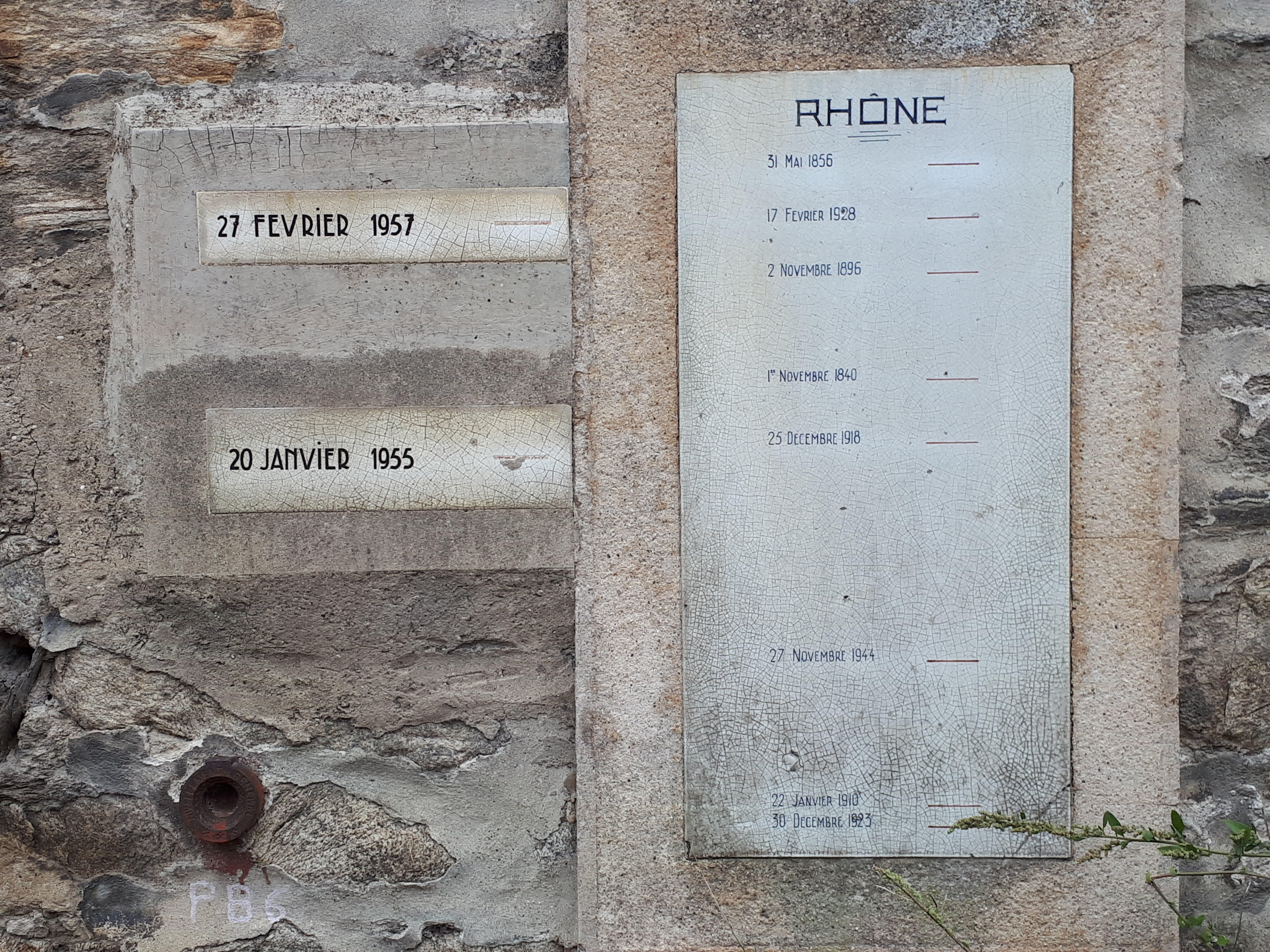
Niveaux des crues sur l'ancienne tour du bac à traille de Grigny.

La surface des zones inondables représente environ 70 ha à Grigny-sur-Rhône.

## Climat
Pour des articles plus généraux, voir Climat d'Auvergne-Rhône-Alpes et Climat du Rhône.
En 2010, le climat de la commune est de type climat océanique altéré, selon une étude du Centre national de la recherche scientifique s'appuyant sur une série de données couvrant la période 1971-2000. En 2020, Météo-France publie une typologie des climats de la France métropolitaine dans laquelle la commune est dans une zone de transition entre le climat semi-continental et le climat de montagne et est dans la région climatique Nord-est du Massif Central, caractérisée par une pluviométrie annuelle de 800 à 1 200 mm, bien répartie dans l’année.
Pour la période 1971-2000, la température annuelle moyenne est de 12,1 °C, avec une amplitude thermique annuelle de 18 °C. Le cumul annuel moyen de précipitations est de 815 mm, avec 8,4 jours de précipitations en janvier et 6,1 jours en juillet. Pour la période 1991-2020, la température moyenne annuelle observée sur la station météorologique de Météo-France la plus proche, « Mornant », sur la commune de Mornant à 9 km à vol d'oiseau, est de 12,1 °C et le cumul annuel moyen de précipitations est de 758,5 mm,. Pour l'avenir, les paramètres climatiques de la commune estimés pour 2050 selon différents scénarios d'émission de gaz à effet de serre sont consultables sur un site dédié publié par Météo-France en novembre 2022.
| Mois                                  | jan.           | fév.             | mars          | avril       | mai           | juin           | jui.          | août          | sep.          | oct.          | nov.           | déc.           | année      |
| ------------------------------------- | -------------- | ---------------- | ------------- | ----------- | ------------- | -------------- | ------------- | ------------- | ------------- | ------------- | -------------- | -------------- | ---------- |
| Température minimale moyenne (°C)     | 0              | 0,2              | 2,7           | 5,3         | 9,2           | 12,8           | 14,7          | 14,4          | 10,7          | 7,7           | 3,4            | 0,7            | 6,8        |
| Température moyenne (°C)              | 3,5            | 4,5              | 8,2           | 11,3        | 15,2          | 19,2           | 21,4          | 21,1          | 16,8          | 12,6          | 7,3            | 4,2            | 12,1       |
| Température maximale moyenne (°C)     | 7              | 8,9              | 13,8          | 17,3        | 21,3          | 25,5           | 28,1          | 27,9          | 23            | 17,5          | 11,2           | 7,6            | 17,4       |
| Record de froid (°C) date du record   | −18 16.01.1985 | −18,1 10.02.1956 | −13 01.03.05  | −7 08.04.03 | −1 03.05.1945 | 0,4 15.06.1963 | 6 18.07.00    | 4 31.08.1998  | 1 30.09.1995  | −5 31.10.1997 | −10 23.11.1998 | −17 22.12.1938 | −18,1 1956 |
| Record de chaleur (°C) date du record | 19 10.01.15    | 22,5 18.02.22    | 26,6 31.03.21 | 29 22.04.18 | 34,3 24.05.09 | 38,7 18.06.22  | 40,3 31.07.20 | 41,7 24.08.23 | 35,1 10.09.23 | 30,7 09.10.23 | 22,4 01.11.20  | 19 16.12.1989  | 41,7 2023  |
| Précipitations (mm)                   | 47,7           | 35,4             | 43,2          | 59,8        | 71            | 69,6           | 69,3          | 62,4          | 76,7          | 87,3          | 86,4           | 49,7           | 758,5      |

## Milieux naturels et biodiversité

### Patrimoine naturel
Les espaces agricoles (A) et naturels (N) représentent 43,3 % de la surface communale, soit 257,30 hectares.
Une partie de la forêt communale est gérée par l'ONF depuis 2020.
Une partie des espaces agricoles du plateau sont classés par la commune et la Métropole en PENAP depuis février 2014.
> PENAP : Protection des espaces naturels et agricoles périurbains
- Programme d’action PSADER PENAP 2010-2016
- Programme d’actions PENAP Agglomération lyonnaise 2018 / 2021[19]
- Programme d'action PENAP Métropole lyonnaise 2019-2023

> Zone protégée et gérée :
- Ile de la Table-Ronde : Arrêté de protection de biotope[20], géré par le SMIRIL

> Zone naturelle d’intérêt écologique, faunistique et floristique :
- Lône des Arborats : ZNIEFF de type I[21]
- Vieux-Rhône entre Pierre-Bénite et Grigny-sur-Rhône : ZNIEFF de type I[22]
- Ensemble fonctionnel formé par le moyen-Rhône et ses annexes fluviales : ZNIEFF de type II[23]
- Zones humides : Zone humide du Vallon ; Lône des Arboras - Héronnière de Grigny ; Lône des Arboras - Foret alluviale des Arboras ; Bord de Rhône Grigny ; Espace Nature des Iles et Lônes du Rhône a l'aval de Lyon

> Évaluation et historique de l'état écologique du Garon
> Espèces faunistiques remarquables (protégées et/ou ayant un statut défavorable de conservation UICN) de la commune :
- Mammifères : Castor d'Europe, Hérisson d'Europe, Putois d'Europe, Loutre d'Europe, Écureuil roux, Belette d'Europe, Lapin de garenne
- Amphibiens : Alyte accoucheur, Crapaud commun/épineux, Triton alpestre, Triton palmé...
- Reptiles : Couleuvre d'Esculape, Couleuvre helvétique, Couleuvre verte et jaune, Couleuvre vipérine, Lézard à deux raies, Lézard des murailles
- Oiseaux (nicheurs) : Martin-pêcheur d'Europe, Huppe fasciée, Hirondelle de fenêtre, Hirondelle rustique, Martinet noir, Alouette des champs, Aigrette garzette, Alouette lulu, Bihoreau gris, Bruant proyer, Chevêche d'Athéna, Choucas des tours, Fauvette grisette, Œdicnème criard, Pie bavarde, Pigeon colombin, Tourterelle des bois...
- Libellules : Æschne isocèle, Cordulégastre bidenté, Gomphe à pattes jaunes
- Chauves-souris : Murin d'Alcathoe, Oreillard gris, Grand Murin, Murin à oreilles échancrées, Barbastelle d'Europe, Vespère de Savi, Pipistrelle pygmée, Noctule de Leisler, Murin de Natterer, Pipistrelle de Nathusius, Murin de Daubenton, Pipistrelle commune, Pipistrelle de Kuhl

> Espèces floristiques remarquables de la commune : environ 17 espèces d'orchidées, Butome en ombelle, Linaire des champs...

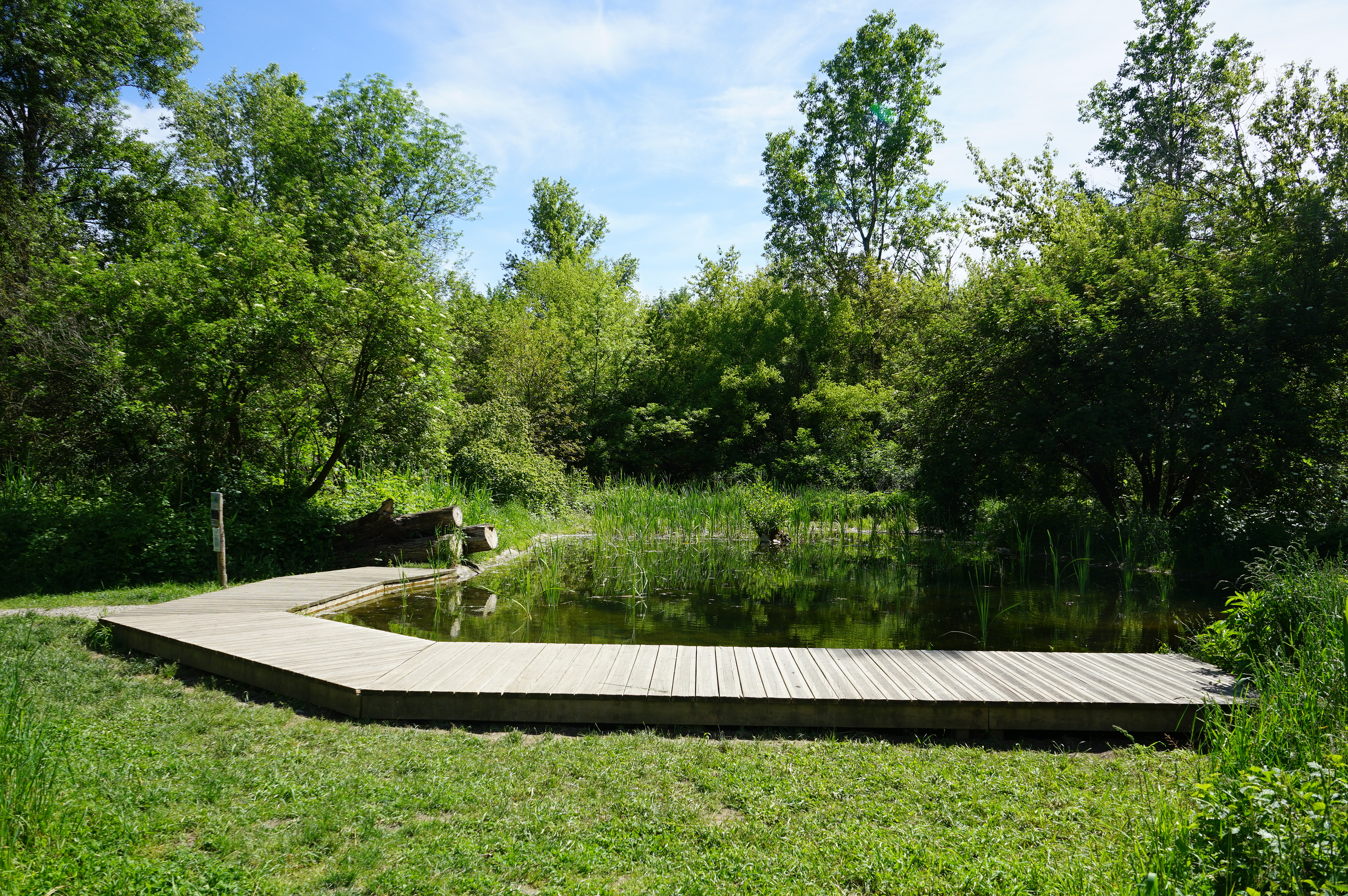
Mares dans l'Espace nature des Îles et Lônes du Rhône (Entre Grigny et Vernaison).

### Espèces envahissantes et espèces exotiques envahissantes
Les espèces exotiques envahissantes sont considérées depuis une dizaine d’années comme l’une des plus grandes menaces pour la biodiversité. Bénéficiant depuis 2017, d’une stratégie nationale relative aux espèces exotiques envahissantes, en déclinaison du règlement européen, cette préoccupation avait précédemment été intégrée au sein de la Stratégie nationale pour la biodiversité, comme un engagement fort du Grenelle de l’Environnement. Ces espèces à Grigny-sur-Rhône sont nombreuses :
- Espèces animales envahissantes : 6

Ragondin, Trachémyde écrite (Tortue de Floride), Écrevisse de Californie, Moustique tigre, Frelon asiatique, Punaise diabolique
- Espèces végétales envahissantes (PIFH, 12/2021) : 41

Érable negundo, Faux-vernis du Japon, Ambroisie annuelle, Bident feuillé, Arbre à papillon, Datura officinale, Élodée à feuilles étroites, Conyze du Canada, Galinsoga cilié, Févier d'Amérique, Impatience de Balfour, Balsamine à petites fleurs, Vigne-vierge commune, Renouée du Japon, Renouée de Bohême, Robinier faux-acacia, Séneçon sud-africain, Solidage du Canada, Solidage géant, Lampourde d'Italie, Aster à feuilles de Saule, Paspale à deux épis...
Lorsqu’elles deviennent envahissantes, ces espèces exotiques peuvent modifier les écosystèmes et amoindrir la biodiversité indigène.
Une application, simple d'utilisation, permet de reconnaître plusieurs insectes invasifs afin de déclarer leur présence : Agiir.

## Urbanisme

### Typologie
Au 1er janvier 2024, Grigny est catégorisée centre urbain intermédiaire, selon la nouvelle grille communale de densité à sept niveaux définie par l'Insee en 2022. Elle appartient à l'unité urbaine de Lyon, une agglomération inter-départementale regroupant 123  communes, dont elle est une commune de la banlieue,,. Par ailleurs la commune fait partie de l'aire d'attraction de Lyon, dont elle est une commune de la couronne,. Cette aire, qui regroupe 397 communes, est catégorisée dans les aires de 700 000 habitants ou plus (hors Paris),.

### Occupation des sols
L'occupation des sols de la commune, telle qu'elle ressort de la base de données européenne d’occupation biophysique des sols Corine Land Cover (CLC), est marquée par l'importance des territoires artificialisés (58,2 % en 2018), en augmentation par rapport à 1990 (56,4 %). La répartition détaillée en 2018 est la suivante : zones urbanisées (34,6 %), zones industrielles ou commerciales et réseaux de communication (21,4 %), cultures permanentes (11,7 %), eaux continentales (10,1 %), forêts (8,6 %), zones agricoles hétérogènes (6,1 %), prairies (5,4 %), mines, décharges et chantiers (2,3 %).
Selon le portail de l'artificialisation des sols et les données pour la période 2009-2020, on compte 119 745 m2 de nouvelles surfaces consommées sur cette période soit 2.02 % de la surface communale nouvellement consommée :
- dont 102 055 m2 de surfaces consommées à usage d'habitat ;
- dont 12 951 m2 de surfaces consommées à usage d'activité ;
- dont 4 736 m2 de surfaces consommées à usage mixte.

Pour le territoire de Grigny-sur-Rhône, l'objectif "Zéro Artificialisation Nette" n'a pas été atteint entre 2011 et 2016 puisque 7,3 ha (soit 1,2% de la superficie totale du territoire) ont été artificialisés.
D'après l'observatoire des territoires, le nombre d'hectares artificialisés entre 2009 et 2019 est de 10,4 hectares soit 1,8 %. L'évolution de l’occupation des sols de la commune et de ses infrastructures peut être observée sur les différentes représentations cartographiques du territoire : la carte de Cassini (XVIIIe siècle), la carte d'état-major (1820-1866) et les cartes ou photos aériennes de l'IGN pour la période actuelle (1950 à aujourd'hui).

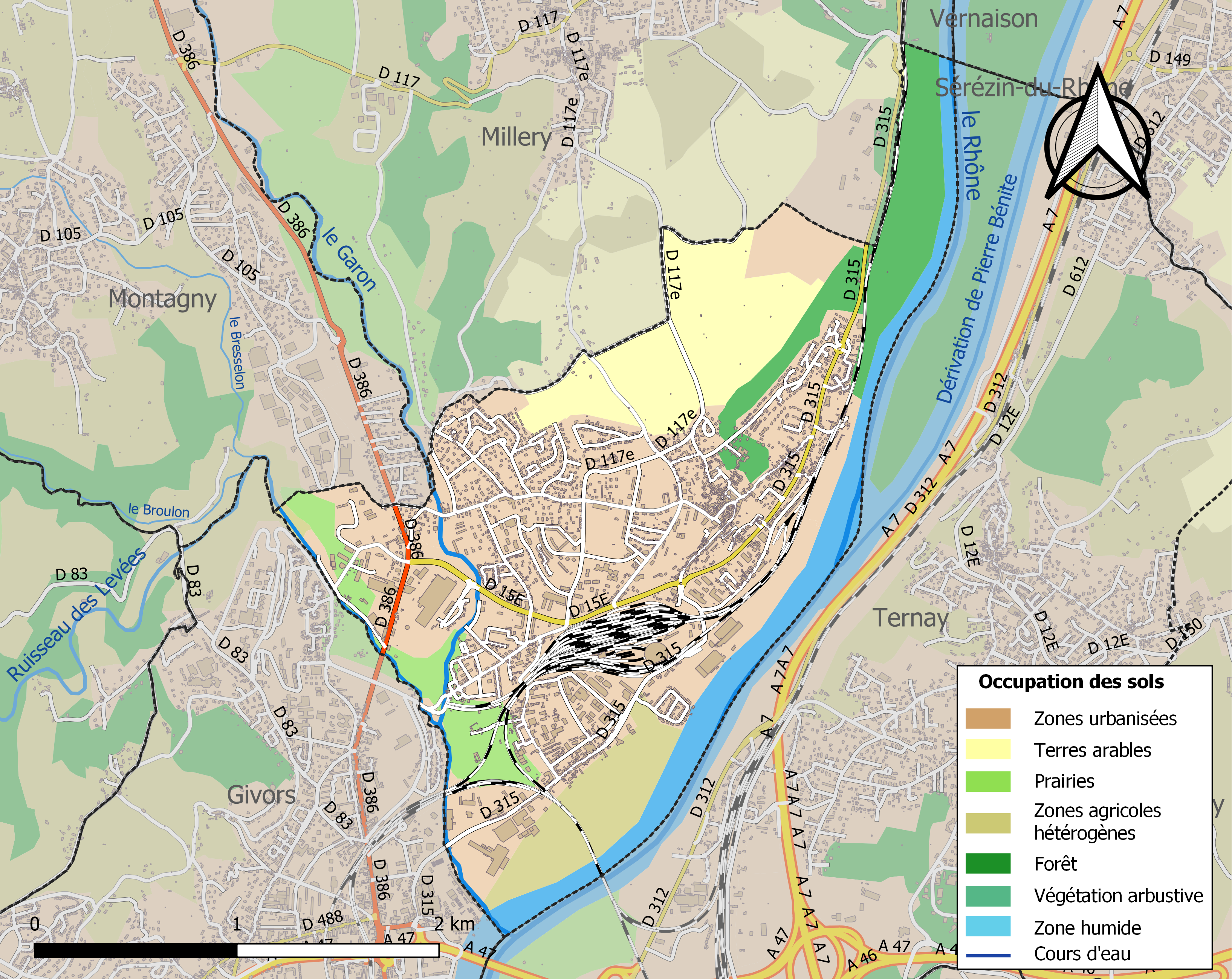
Carte des infrastructures et de l'occupation des sols de la commune en 2018 (CLC).

### Lieux-dits, hameaux et écarts
- Les Arboras
- Le Boutras
- Chantelot
- Badan
- Le Vallon
- Le Sablon
- Les Gruizards
- En Charmes
- Charpenay
- Ile du Grand Gravier
- Plateau des Brosses et de Montmelippe

### Voies de communication et transports

#### Desserte routière
La ville est traversée par 4 axes routiers plus ou moins importants :
- d'une part à l'ouest par la D386 (allant de Vourles à Givors et qui continue jusqu'à Condrieu plus au sud) qui se nomme Avenue Jacques Chirac depuis 2020.
- d'autre part, elle est traversée d'Est en Ouest (Sud) par la D315 (allant de Irigny à Givors). Elle se compose de la rue Pierre Semard, de l'Avenue Jean Moulin, de la rue Bouteiller et de l'Avenue Marcelin Berthelot.
- puis la D15E qui relie la D315 et la D386 (de l'Est vers l'Ouest). Elle se compose de l'Avenue Waldeck Rousseau et de l'Avenue du 19 mars 1962.
- et la D117E qui part de Millery vers la D15E (du Nord vers le Sud). Elle se compose de l'Avenue de l’Égalité, de l'Avenue de la Liberté, de la rue Ampère et de la rue Charles de Gaulle.

Par ailleurs, la ville de Grigny-sur-Rhône se compose de plus de 43 rues.

#### Transports ferroviaires
La ville possède une gare desservie par des TER. Elle dessert notamment Lyon Perrache, Oullins (Station de métro), Givors, Saint-Étienne et Firminy.

#### Transports en commun
La ville est desservie par le réseau TCL (Transports en commun lyonnais).
Trois lignes de bus traversent la ville et permettent de venir de Lyon, Saint-Genis-Laval ou Givors :
- La ligne 15E reliant la place Bellecour à Lyon, à la commune via Irigny et Vernaison ;
- La ligne 78 reliant le terminus de la ligne B du métro de Lyon, Saint-Genis-Laval Hôpital Lyon Sud à la gare de Givors-Ville via Charly et Vernaison ;
- La ligne 80 reliant la commune à Givors (centre commercial) et assurant une desserte plus fine.

Par ailleurs, la ligne 120 du réseau Les cars du Rhône dessert la commune et assure la liaison entre la gare de Givors-Ville et celle de Lyon-Perrache.

#### Itinéraire cyclable
Via Rhôna en cours d'étude :
Une première étude a été réalisée sur le tronçon de 18 km entre Pierre-Bénite et Givors, mais un seul tracé a été étudié, avec des études environnementales incomplètes dont une non prise en compte des crues du Rhône de la part de la Région, maître d’œuvre, ainsi qu’un projet découpé en deux zones, faussant l’analyse de son impact dans un secteur naturel protégé sur 7 km environ. La commission d'enquête qui l’examinait dans le cadre de l’enquête publique préalable à sa déclaration d’utilité publique a motivé un avis négatif le 17 décembre 2021.
Cet avis fait partie du processus classique d’instruction des opérations de travaux. Et, comme d’autres avis, ils ont vocation à en ajuster la maîtrise d’ouvrage.
Cette décision va entraîner du retard sur la réalisation du projet et l’impact « sur la mise en service de la ligne 3 des Voies Lyonnaises dont le tracé emprunte ce tronçon de la ViaRhôna. ».
Lundi 24 janvier 2022, la Métropole de Lyon s'est exprimée défavorablement sur le tronçon de piste cyclable entre Pierre-Bénite et Givors à la suite des avis de la commission d'enquête.

## Toponymie

### Étymologie
Le nom de la commune viendrait de grigne, une variété de pierre calcaire.
Griniacum, Grinacus, Griniaco, Grinnaco, Grigneu, Grignieu. "Grigny tire son nom de celui de Griniacum qui, sous l'époque romaine, paraît avoir appartenu à la partie de Vienne, située sur le rivage occidental du Rhône.".
"Grigny a conservé le nom de ces célèbres monastères (Griniacenses), qui, du temps de Sidone-Appolinaire, rivalisaient pour la grandeur et la discipline des Lérins".

### Changement de nom
Afin d'éviter les confusions avec d'autres communes ayant un nom similaire comme Grigny dans l'Essonne, la municipalité de Grigny désire depuis avril 2014 que la commune prenne le nom officiel de « Grigny-sur-Rhône ». Robert Falletti, conseiller municipal de l'époque, fut à l'origine de cette proposition le 4 avril 2014 lors de la mise en place du nouveau conseil municipal. Ce vœu de changer de nom n'impliquait pas forcément de choisir « Grigny-sur-Rhône » comme nouveau nom et que les Grignerots pouvaient faire leurs propositions ou donner leur avis sur ce sujet.
En 2015, après une première demande de changement, le Conseil d’État refuse la proposition en estimant que les communes étaient trop éloignées géographiquement. En 2016, les services de La Poste, ainsi que ceux des archives départementales du Rhône et de la Métropole de Lyon émettent un avis favorable à ce changement de nom.
En mai 2023, le conseil municipal décide le renouvellement de demande de changement de nom. Le 8 août 2024, la modification du nom de la commune en Grigny-sur-Rhône est parue au Journal officiel pour une date d'effet au 1er janvier 2025.

## Histoire
L'occupation humaine du site de Grigny remonte à l'âge du Bronze et s'avère constante tout au long de l'Antiquité. L'existence de populations à Grigny semble remonter à l'époque pré- et protohistorique par les « trouvailles du Vieux Port » constituées d'objets de l'âge du Bronze,. Des outils et armes datant de cette période et de celle de l'âge du Fer ont été retrouvés lors d'un dragage du Rhône.
Les vestiges historiques, concentrés pour l’essentiel en centre-ville remontent pour les plus anciens au XIIe siècle et pour les plus récents au XVIIe siècle. Un dénombrement de la fin du XVIIe siècle comptabilise 120 familles dans le district. Par ailleurs, son château, bâti en 1646 par Jean de Moulceau, est richement décoré de peintures murales de la même époque et dont la quantité et la qualité de conservation sont uniques en Rhône-Alpes[réf. nécessaire].
Grigny est historiquement marquée par le chemin de fer et la Seconde Guerre mondiale. Le tracé approuvé par l'ordonnance royale de 1827 traverse Grigny. « Les emplois créés arrivèrent à point nommé pour absorber la main d’œuvre locale que la vigne et la chapellerie, sur le déclin, ne pouvaient plus employer » écrit Édouard Brenot (source : "150 ans de chemin de fer Grigny-Badan"). Un fort apport de main-d’œuvre extérieure est nécessaire, au point que la population quadruple en un siècle. De 893 habitants en 1819, Grigny passe à 3 547 habitants en 1921. La vie change à Grigny avec la construction de nombreux nouveaux logements, d'une nouvelle école et la création d'un dispensaire, d'un Économat et de la Société coopérative de consommation.
Autres réalisations spécifiques au monde cheminot, la protection mutuelle, les jardins du cheminot, le club sportif et l'union des artistes. La construction du triage de Badan implique, néanmoins, la disparition de la zone la plus fertile et la seule labourable de la Commune, ses seules terres céréalières. Enfin, c'est l'événement ferroviaire qui a permis au Grignerot d'expérimenter la communauté d'intérêt et la lutte sociale. Les controverses sur le tracé et sur le triage, par exemple, ont donné lieu à l'expression de ces communautés d'intérêt populaire ; la revendication de nouveaux droits sociaux de la part des cheminots est un autre exemple.
En novembre 2005, les communes de Givors et de Grigny ont soumis leur candidature à l'adhésion au Grand Lyon après consultation de la population pour Givors, par délibération du conseil municipal à Grigny. Le conseil communautaire a voté son accord à ces candidatures. Les deux villes ont rejoint le Grand Lyon le 1er janvier 2007.
Le Grand Lyon disparait le 1er janvier 2015, et laisse place à la collectivité territoriale de la métropole de Lyon. La commune quitte ainsi le département du Rhône.

### Galerie d'images et documents anciens

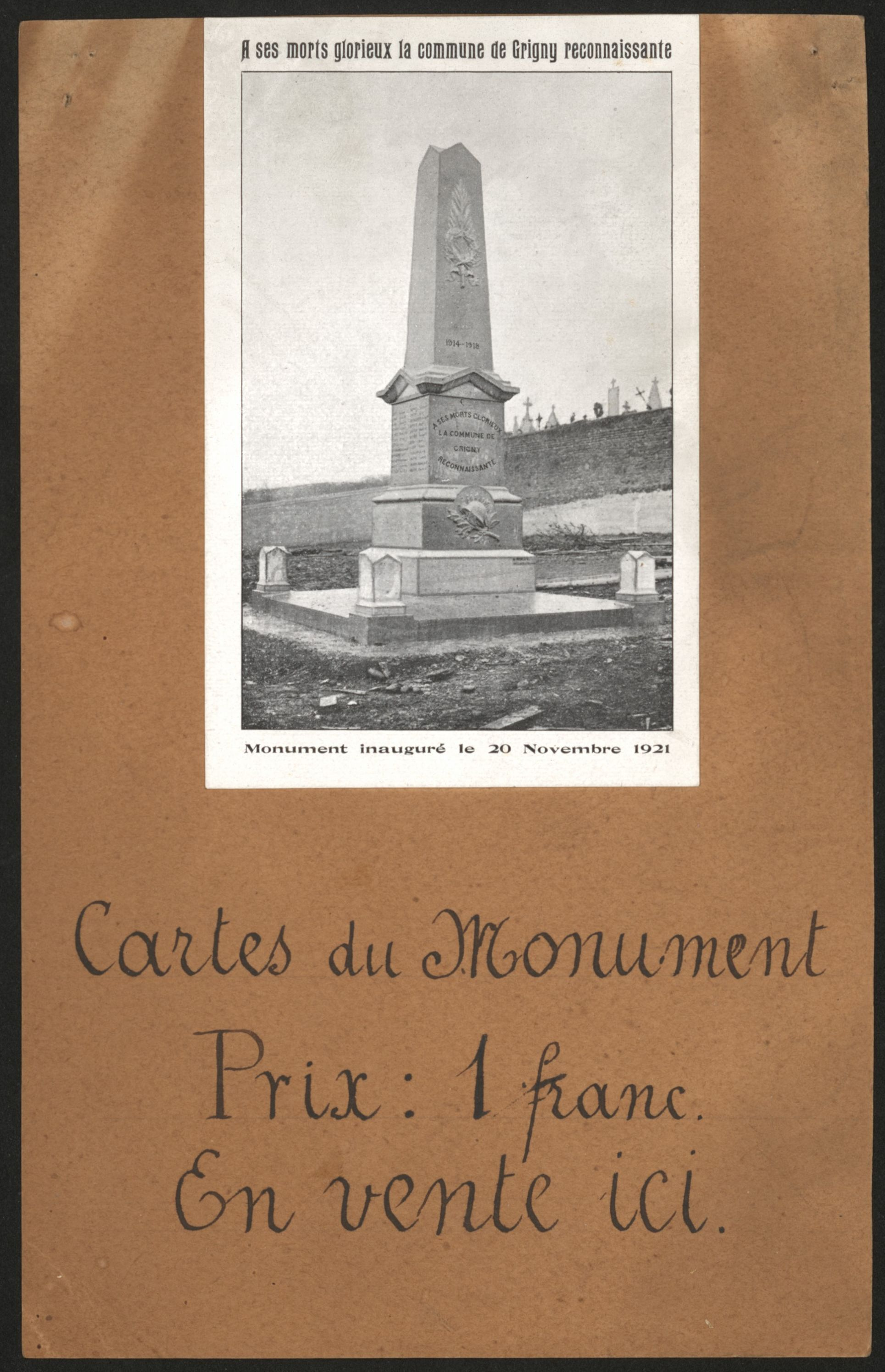
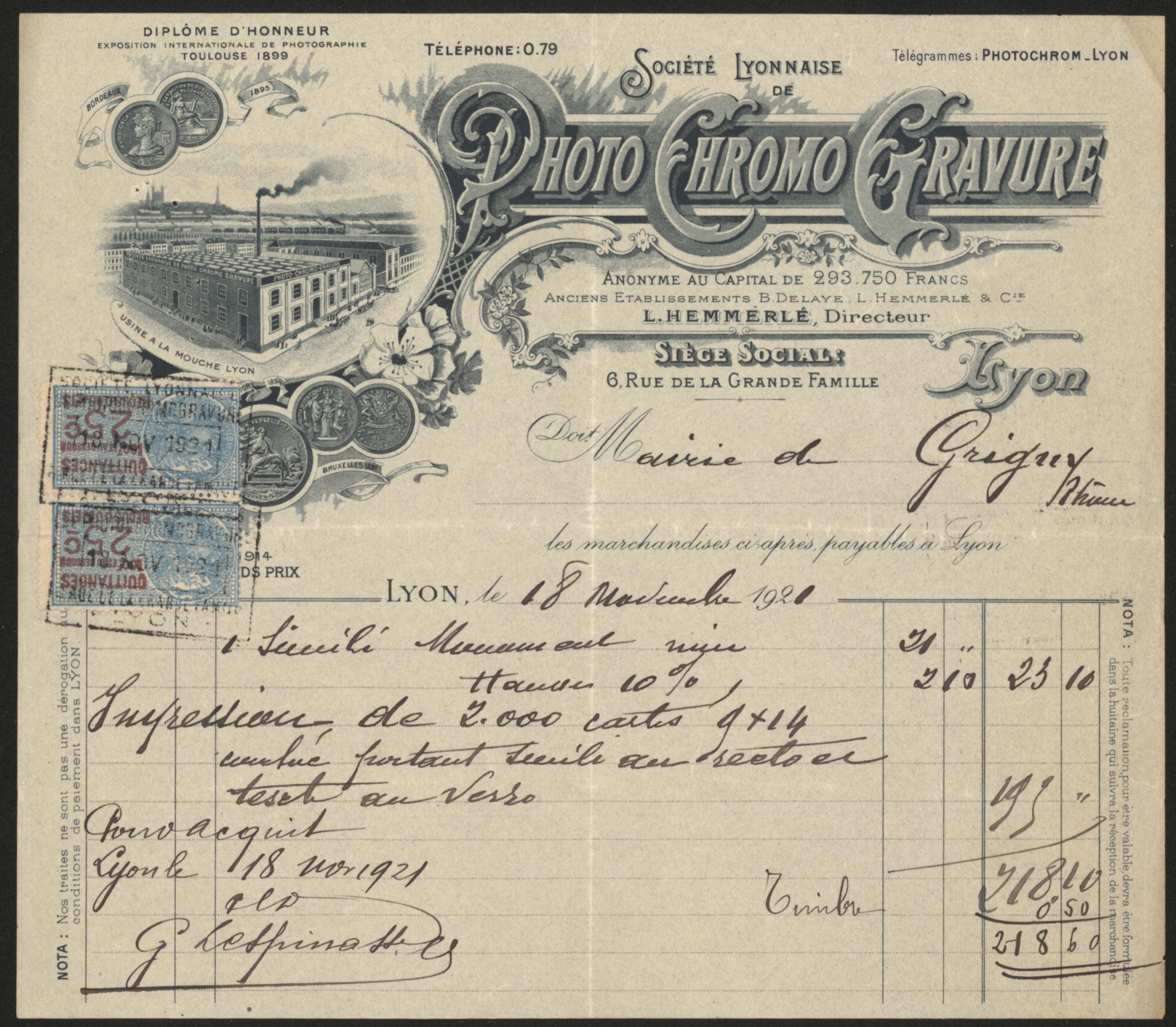
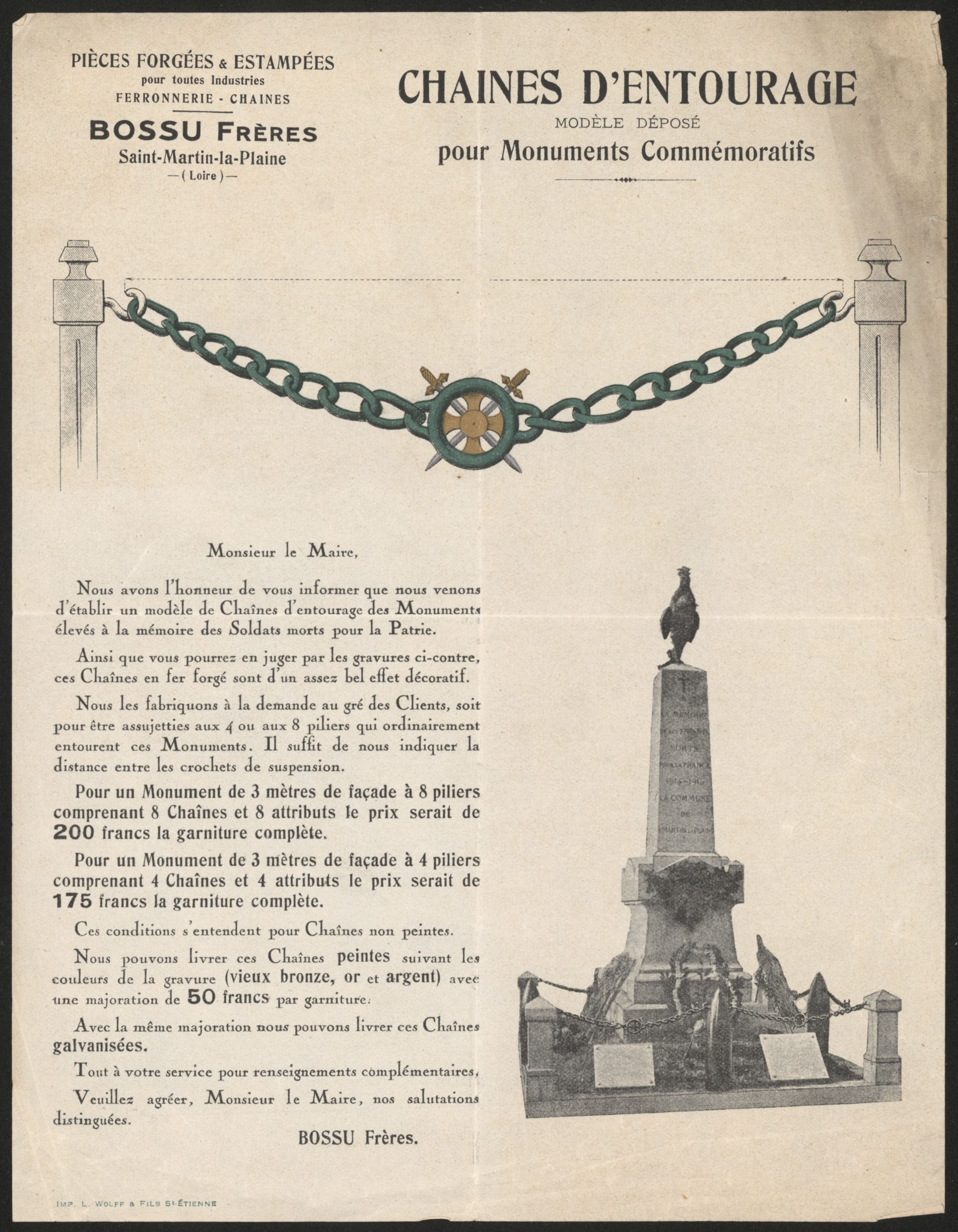
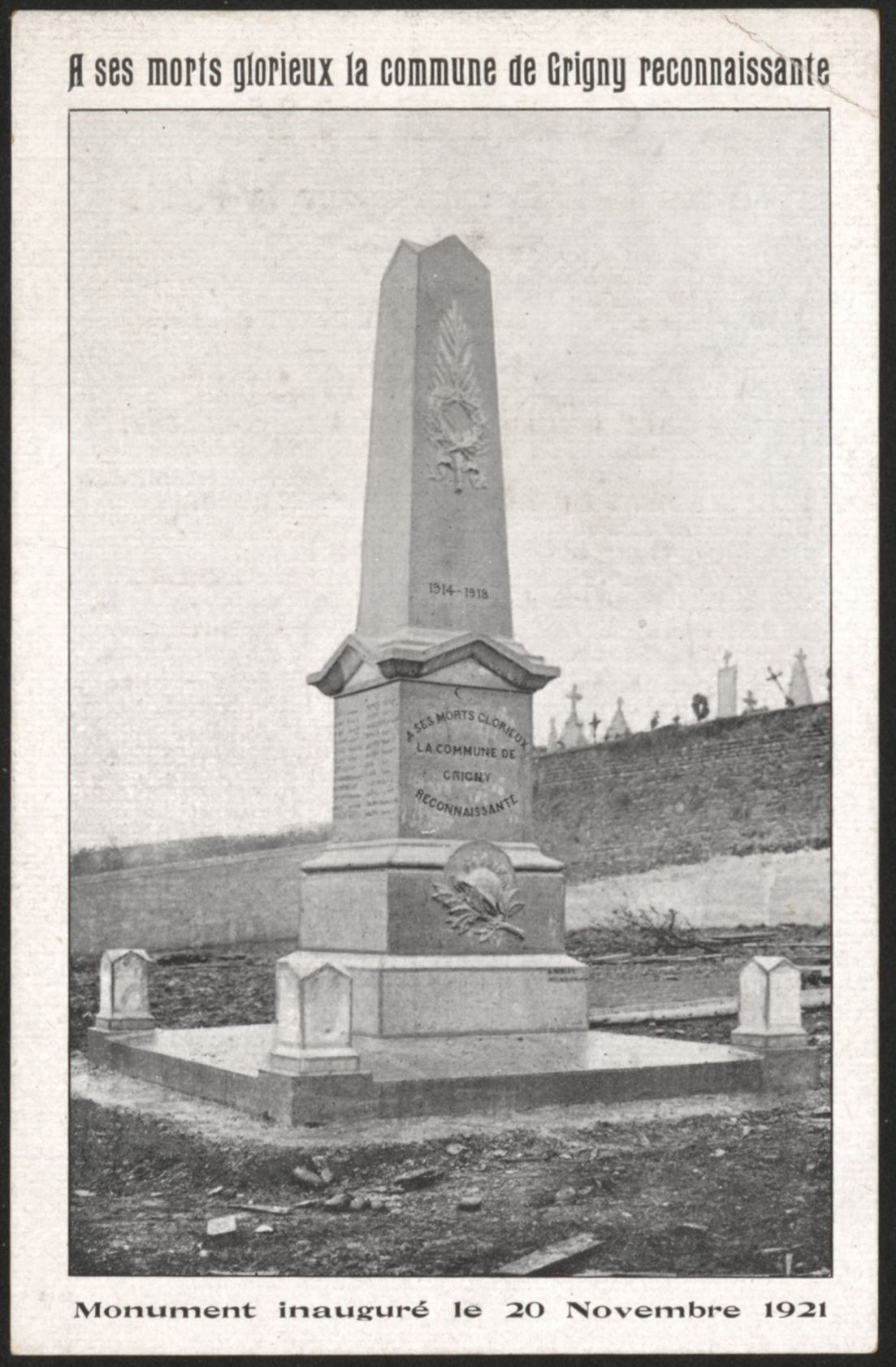

## Politique et administration

### Prix, chartes, labels et pratiques
- 2007 : Label « Ville Internet @@@ »
- 2008 : Label « Ville Internet @@@ »
- 2010 : Label « Ville Internet @@@ »
- 2011 : Label « Ville Internet @@@ »
- 2012 : Label « Ville Internet @@@@ »
- 29 mars 2012 : Signature de la charte de l'arbre[56]: outil rassemblant l’ensemble des acteurs du territoire de la Métropole de Lyon
- 2013 : Label « Ville Internet @@@@ »
- 2013 : Label international "cittaslow" (première ville de Rhône-Alpes)

Janvier 2014 : Labellisation “Ecocert” du restaurant municipal de niveau 1,
Mars 2014 : Engagement dans la charte “zéro pesticide dans nos villes et villages”
Mars 2014 : Développement de la démarche participative sur les questions environnementales
- Janvier 2014 : adhésion à la charte régionale « Zéro pesticide dans nos villes et nos villages »
- Avril 2016 : extinction de l'éclairage public entre 23h30 et 5h30 dans certains quartiers et sur certains axes routiers de la Commune
- 2018 : Selon Greenpeace France "Au Menu des cantines", Grigny propose 1 repas végétarien 1 fois par semaine (soit un repas sans viande ni poisson est servi chaque semaine à la cantine. Ou bien, la cantine propose chaque jour une option végétarienne).
- 2019 : Selon Greenpeace Lyon "Trop de viande dans les cantines de l’agglomération lyonnaise", Grigny arrive en tête dans le Grand Lyon car elle propose le plus de repas végétariens avec aussi 11 à 20 produits bio/mois[61],[62].
- Label "Ville active & sportive" : Niveau 2[63]. Le label « Ville Active & Sportive » est accordé pour une durée de 3 ans.
- Edition 2019-2020 : ANPCEN - Label National "Villes et Villages Étoilés" : Grigny a 1 étoile[64].
- Janvier 2020 : l'Association CANOL remet à la ville de Grigny un "certificat de bonne gestion" après notation du niveau et de l'évolution des dépenses, de la dette et de la fiscalité locale. Elle est 6e sur les 59 communes de la Métropole de Lyon.
- 2020 : Label "Terre saine" Commune sans pesticides[65]
- Janvier 2021 : Label « Cités éducatives »[66]

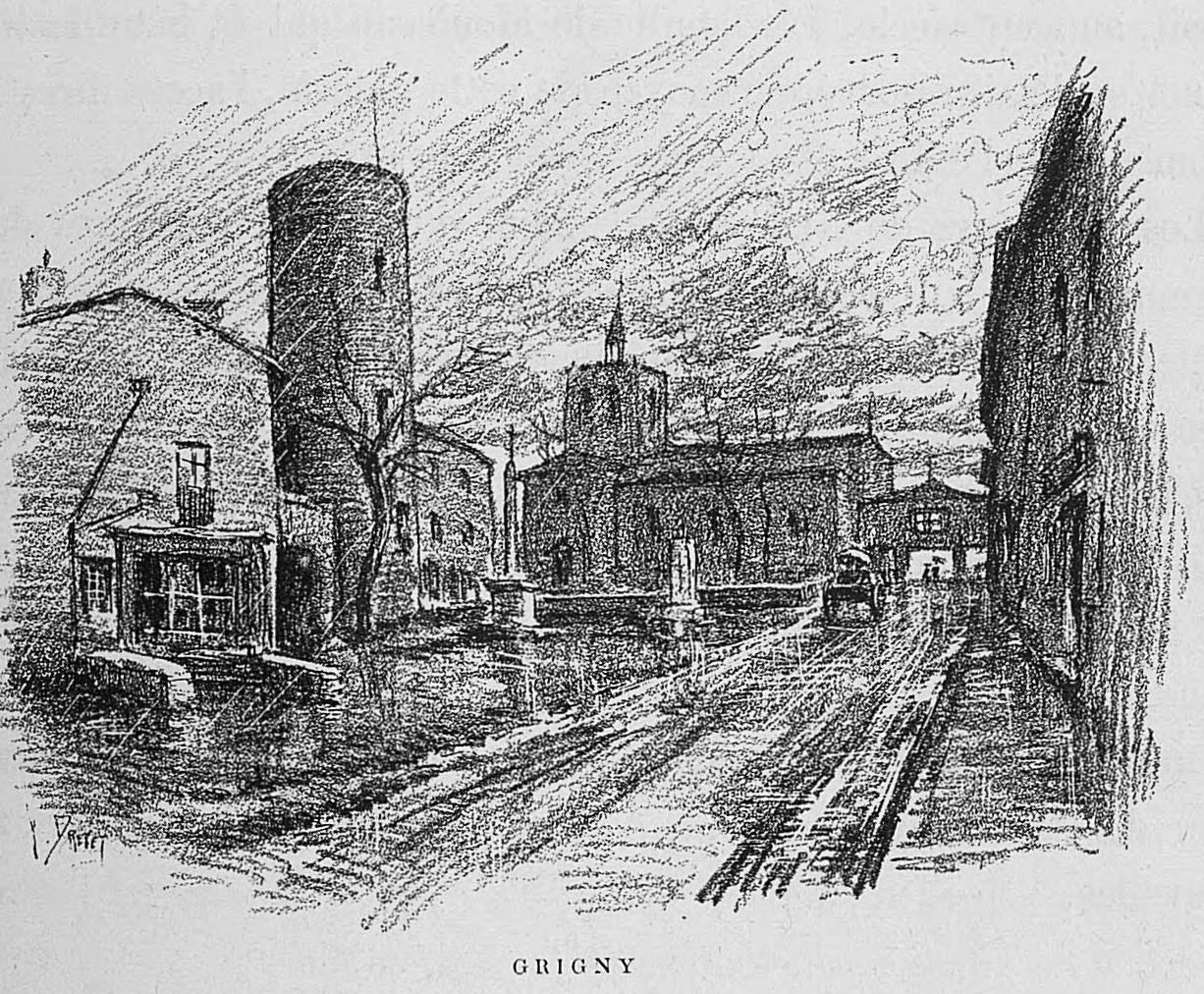
Grigny illustré par Joannès Drevet (1854–1940).

### Jumelage
2000 : Jumelage coopération Grigny (Rhône) – Koupela (Burkina Faso),
29 avril 2015 : Jumelage de Ville de Grigny et de la municipalité de Wettenberg en Allemagne

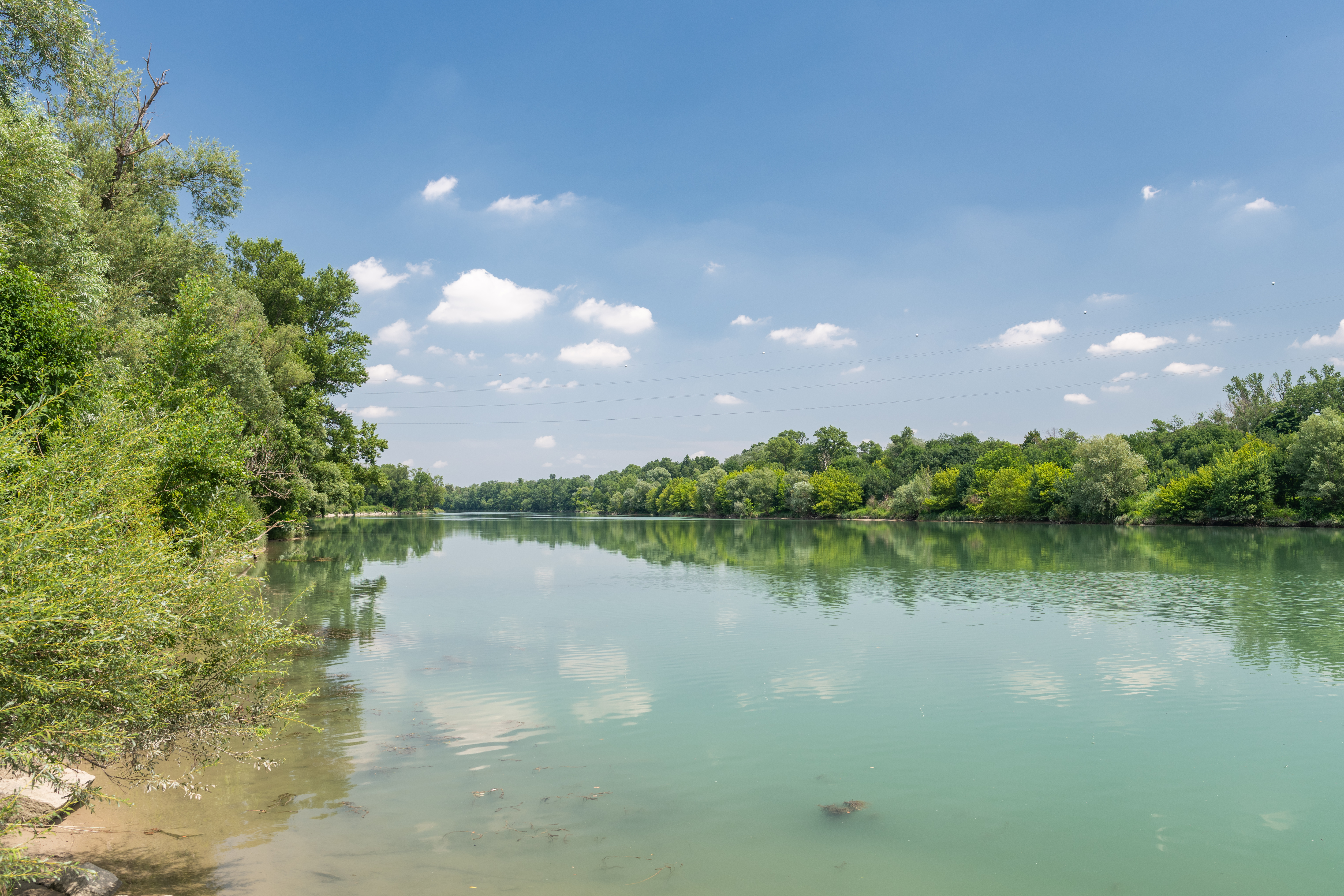
Vue du fleuve depuis le Parc du Rhône

## Équipements et services publics

### Espaces publics
- Square du Garon

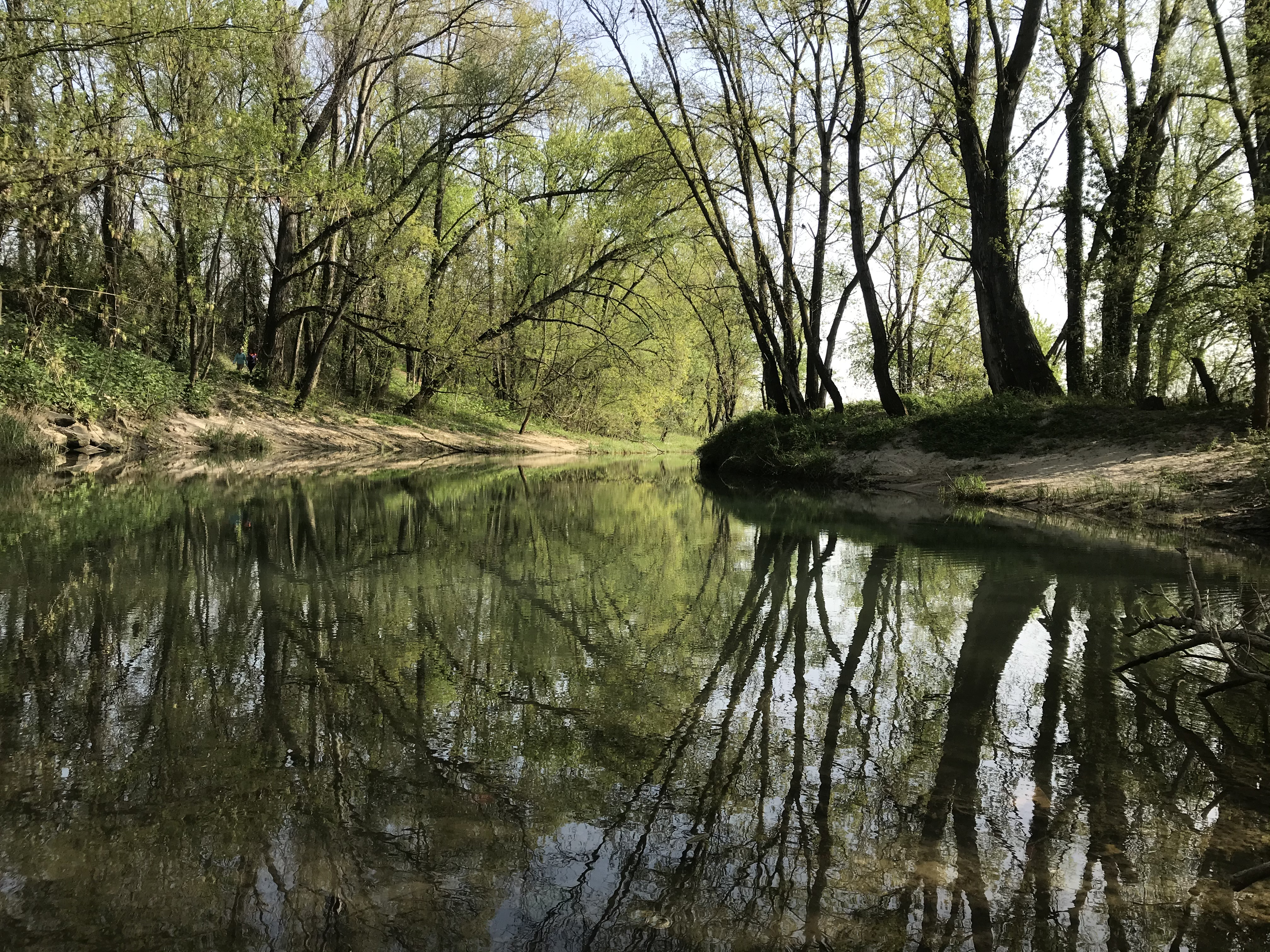
Parc du Rhône à Grigny (Métropole de Lyon).

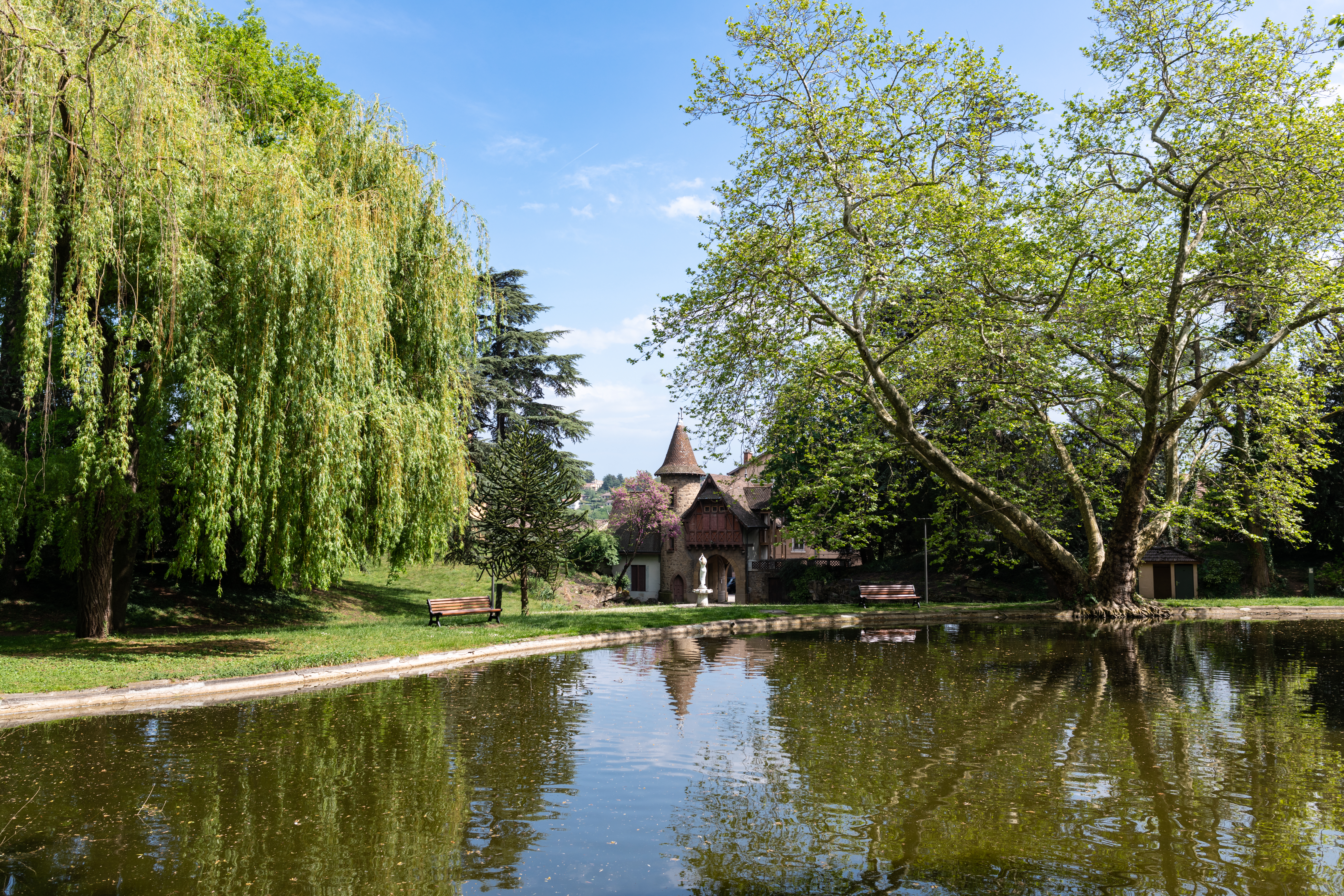
Le Parc du Manoir réalisé en 1895

- Square Robert-Falletti, inauguré en 2019
- Parc du Manoir : moins de deux hectares environ avec un plan d’eau central
- Parc du Rhône
- Parc Auguste Veyret et son verger conservatoire
- Parc du Château ou de la Mairie : il se partage entre jardin à la française et zones plus librement arborées.

### Enseignement
Grigny fait partie de l'académie de Lyon. On compte un collège et des écoles primaires à Grigny :
- Collège Emile Malfroy
- École élémentaire Roger Tissot (fermeture en fin d'année scolaire 2023-2024)
- École élémentaire Joliot Curie et Marie Curie
- École élémentaire Louis Pasteur (inauguré en 1959) : 1 499 m2 en 2020 > 1 831 m2 en 2022

### Santé
2012 : Ouverture du centre municipal de santé Christian-Cervantès
2015 : Fermeture du centre municipal de santé Christian-Cervantès
30 septembre 2022 : dernier médecin traitant généraliste de la commune ferme son cabinet sans remplaçant
16 novembre 2023 : Inauguration de l'Incubateur de Santé Solidaire (ISS) au sein de la Maison de la Métropole de Lyon
Cette structure est un projet innovant et unique en France. La Communauté Professionnelle Territoriale de Santé (CPTS) des Coteaux Rhodaniens, a proposé de créer cet espace de co-working médical et paramédical. 
Elle est portée par les professionnels de santé et gérée par la Communauté Professionnelle Territoriale de Santé.
Ils peuvent faire les déclarations de médecins traitants mais aussi consultations de médecine générale, suivi pédiatrique, suivi gynécologique, relais et assistante médicale Asalée.

## Population et société

### Démographie

#### Évolution démographique
L'évolution du nombre d'habitants est connue à travers les recensements de la population effectués dans la commune depuis 1793. Pour les communes de moins de 10 000 habitants, une enquête de recensement portant sur toute la population est réalisée tous les cinq ans, les populations de référence des années intermédiaires étant quant à elles estimées par interpolation ou extrapolation. Pour la commune, le premier recensement exhaustif entrant dans le cadre du nouveau dispositif a été réalisé en 2007.

En 2022, la commune comptait 9 941 habitants, en évolution de +3,39 % par rapport à 2016 (Rhône : +3,93 %, France hors Mayotte : +2,11 %).
| 1793 | 1800 | 1806 | 1821 | 1831  | 1836  | 1841  | 1846  | 1851  |
| ---- | ---- | ---- | ---- | ----- | ----- | ----- | ----- | ----- |
| 989  | 928  | 959  | 904  | 1 325 | 1 395 | 1 370 | 1 639 | 1 690 |

| 1856  | 1861  | 1866  | 1872  | 1876  | 1881  | 1886  | 1891  | 1896  |
| ----- | ----- | ----- | ----- | ----- | ----- | ----- | ----- | ----- |
| 1 916 | 1 778 | 1 898 | 1 827 | 1 992 | 2 162 | 2 147 | 2 136 | 2 227 |

| 1901  | 1906  | 1911  | 1921  | 1926  | 1931  | 1936  | 1946  | 1954  |
| ----- | ----- | ----- | ----- | ----- | ----- | ----- | ----- | ----- |
| 2 494 | 2 486 | 2 958 | 3 600 | 4 296 | 4 616 | 4 356 | 4 077 | 5 073 |

| 1962  | 1968  | 1975   | 1982  | 1990  | 1999  | 2006  | 2007  | 2012  |
| ----- | ----- | ------ | ----- | ----- | ----- | ----- | ----- | ----- |
| 6 028 | 7 994 | 10 177 | 8 108 | 7 498 | 7 873 | 8 477 | 8 563 | 9 245 |

| 2017  | 2022  | - | - | - | - | - | - | - |
| ----- | ----- | - | - | - | - | - | - | - |
| 9 662 | 9 941 | - | - | - | - | - | - | - |

## Jumelages
- Wettenberg  Allemagne
- Koupela  Burkina Faso

### Manifestations culturelles et festivités
La ville de Grigny est riche de nombreux évènements qui rythment la vie des habitants tout au long de l'année. Grâce à un tissu associatif dense et une politique sportive et culturelle dynamique, la ville est très souvent animée.
Quelques événements phares :
- La joute : Elle fait partie depuis des siècles de l’histoire régionale et est inscrite au patrimoine culturel immatériel de l'humanité. Elle se déroule au bassin de joutes dans le parc du Rhône organisé par l'association "Sauvetage et Joute de Grigny".

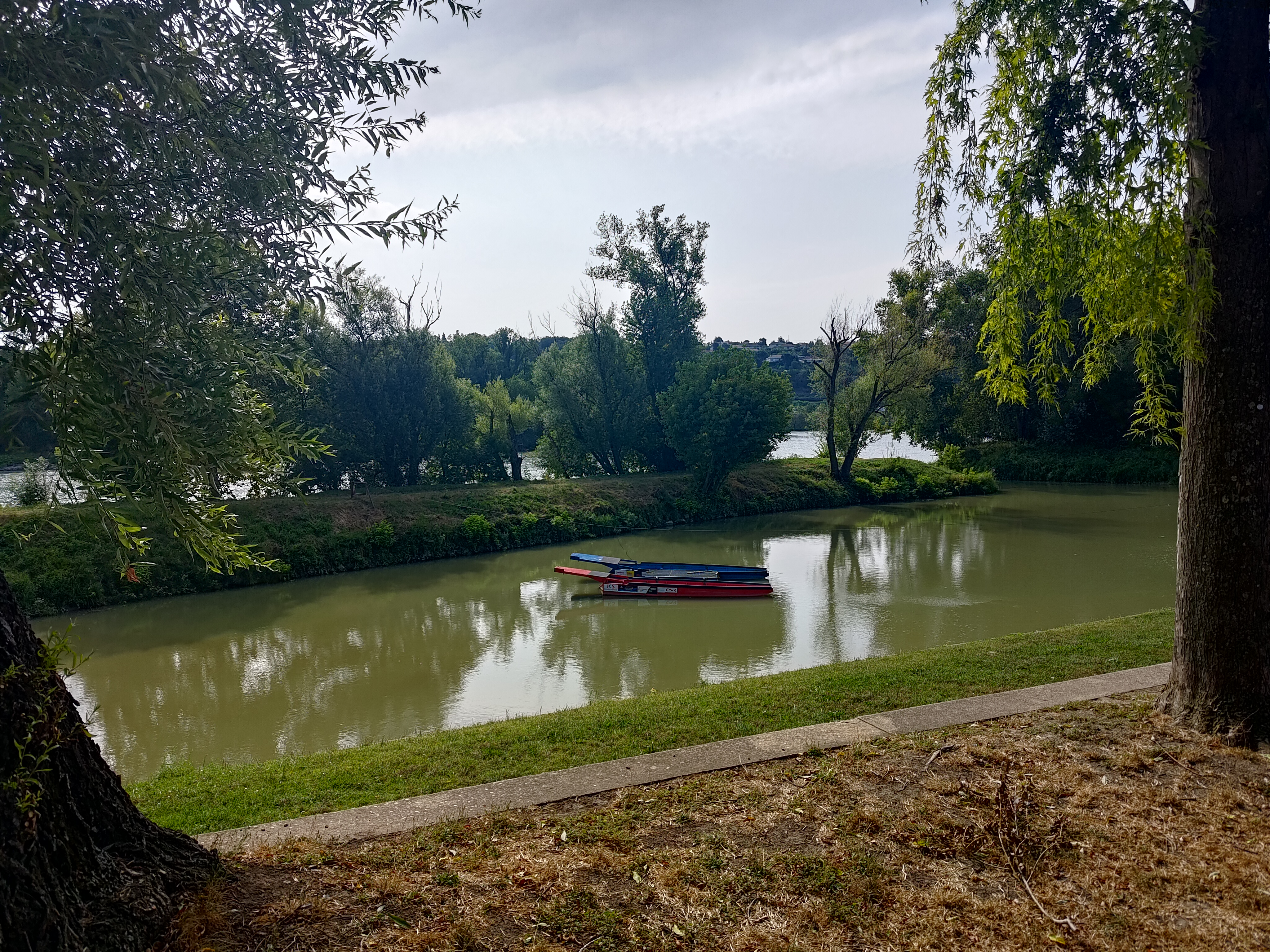
Bassin de joutes de Grigny

- La Guinguette des Singes : Crée en 2015, elle est organisée par l'association "Les Singes" qui partagent et créent des évènements originaux et conviviaux. Période : septembre
- Le Trail intercommunal Entre Lônes et Coteaux : Initié en 2016, ce trail réalisé avec les communes de Vernaison, Charly, Millery et Montagny est devenu une référence locale pour les amateurs de course en milieu urbain et naturel. Période : octobre.
- Les Nuits du Château : Créé en 2015, le festival des Nuits du Château est un évènement culturel pluridisciplinaire biennal. Avec pour objectif de valoriser le patrimoine local, et notamment le Château XVIIe siècle, les festivités ont généralement lieu le troisième week-end du mois de juin les années impaires.
- Les Nuits du Rhône : Créé en 2022, ce festival est, comme les Nuits du Château, un évènement culturel pluridisciplinaire biennal, ayant lieu les années paires. Il prend place dans le parc du Rhône à la fin juin.
- Le marché du petit sorcier : Lancé en 2019, le marché du petit sorcier a réuni plus de 15 000 personnes sur une journée. D'abord lancé pour faire vivre le petit marché dominical, ce marché est aujourd'hui très apprécié des fans d'une célèbre saga littéraire et cinématographique. Période : octobre.

### Sports et loisirs
Grigny possède des infrastructures sportives municipales :
- Stade et complexe sportif Planchon
- Stade Jean Zay
- Espace Gymnase Michel Favier
- Gymnase Henri Colas

La ville compte par ailleurs plusieurs associations sportives. L'association "Sauvetage et Joute de Grigny" possède la particularité de pratiquer les joutes nautiques. C'est une activité sportive traditionnelle que pratiquent beaucoup de villages entre Lyon et Givors et même au-delà jusqu'à Vienne. Elle pratique les joutes de la méthode lyonnaise. Chaque année, des compétitions sont organisées, dans le bassin destiné à cette activité. L'association a été couronnée "Championne de France" de joute en méthode Lyonnaise en 2024.

### Médias
En 2013, la commune de Grigny a été récompensée par le label « Ville Internet @@@@ ».
Elle est aussi présente sur les différents réseaux sociaux : sur Facebook depuis 2012, Twitter depuis 2009, Youtube depuis 2017, LinkedIn depuis 2021 et sur Instragam.

## Économie

### Commerces et services
En 2021, les Grignerots et Grignerotes disposent de plusieurs types de commerce sur la commune, voici la liste des types de commerce de la ville :
- 3 Boulangeries
- 4 Marchands de journaux et bureaux de tabac
- 2 Supermarchés
- 2 Épiceries
- 1 Hypermarché
- 1 Cave à vin
- 1 Chocolaterie
- 1 Pizzeria
- 7 Restaurants
- 1 Magasin de produits d'occasion
- 1 Magasin d'électroménager
- 1 Fleuriste
- 1 Blanchisserie
- 1 Cuisiniste
- 3 Pharmacies
- 4 Salons de coiffure
- 3 Banques
- 1 Magasin de trottinettes
- 1 Magasin d'optique
- 1 Magasin de service du traitement de l'eau
- 2 Magasins de matériaux de construction
- 1 Magasin d'outillage
- 1 Station-service
- 2 Agences immobilières
- 1 Clinique vétérinaire
- une dizaine de garages de réparation automobile
- une dizaine de menuiseries

### Industries (anciennes)
- Chapelleries[76]
- Faïenceries[77]
- Sériciculture : élevage de vers à soie dans les mûriers[78],[79],[80] pour l'obtention du cocon, de dévidage du cocon, et de filature de la soie.

### Agriculture

#### Vins de Grigny
Le Coteaux du Lyonnais est un label français AOC (Appellation d'Origine Contrôlée) et un label européen AOP (Appellation d'Origine Protégée).
La ville de Grigny est une commune française ayant l'autorisation de produire les vins suivants : 
- le Coteaux du Lyonnais blanc
- le Coteaux du Lyonnais blanc nouveau
- le Coteaux du Lyonnais rosé
- le Coteaux du Lyonnais rosé nouveau
- le Coteaux du Lyonnais rouge
- le Coteaux du Lyonnais rouge nouveau

### Revenus de la population et fiscalité
En 2010, le revenu fiscal médian par ménage était de 27 269 €.

### Emploi
Le taux d'activité des Grignerots âgés de 15 à 64 ans est de 74,2 % (72,1 % dans le Rhône). Les employés et ouvriers sont à part quasiment égale 40,4 % ; les professions dites intermédiaires 12,1 % ; les cadres et intellectuels supérieurs 3,4 % ; les artisans, commerçants et chefs d'entreprise 2 % ; les agriculteurs exploitants 0,2 %.
L'activité économique la plus répandue est le secteur du commerce, des transports, des services divers, de la construction, puis du secteur administration publique, enseignement, santé, action sociale et enfin de l'industrie.
D'après le Portail de l'artificialisation des sols, il est noté une stagnation de l'emploi entre 2012 et 2017 (-45 emplois).

## Culture locale et patrimoine
Environ 80 associations sportives, culturelles, caritatives, socio-culturelles et institutionnelles sont dénombrées. Elles engagent la moitié de la population grignerote.

### Lieux et monuments

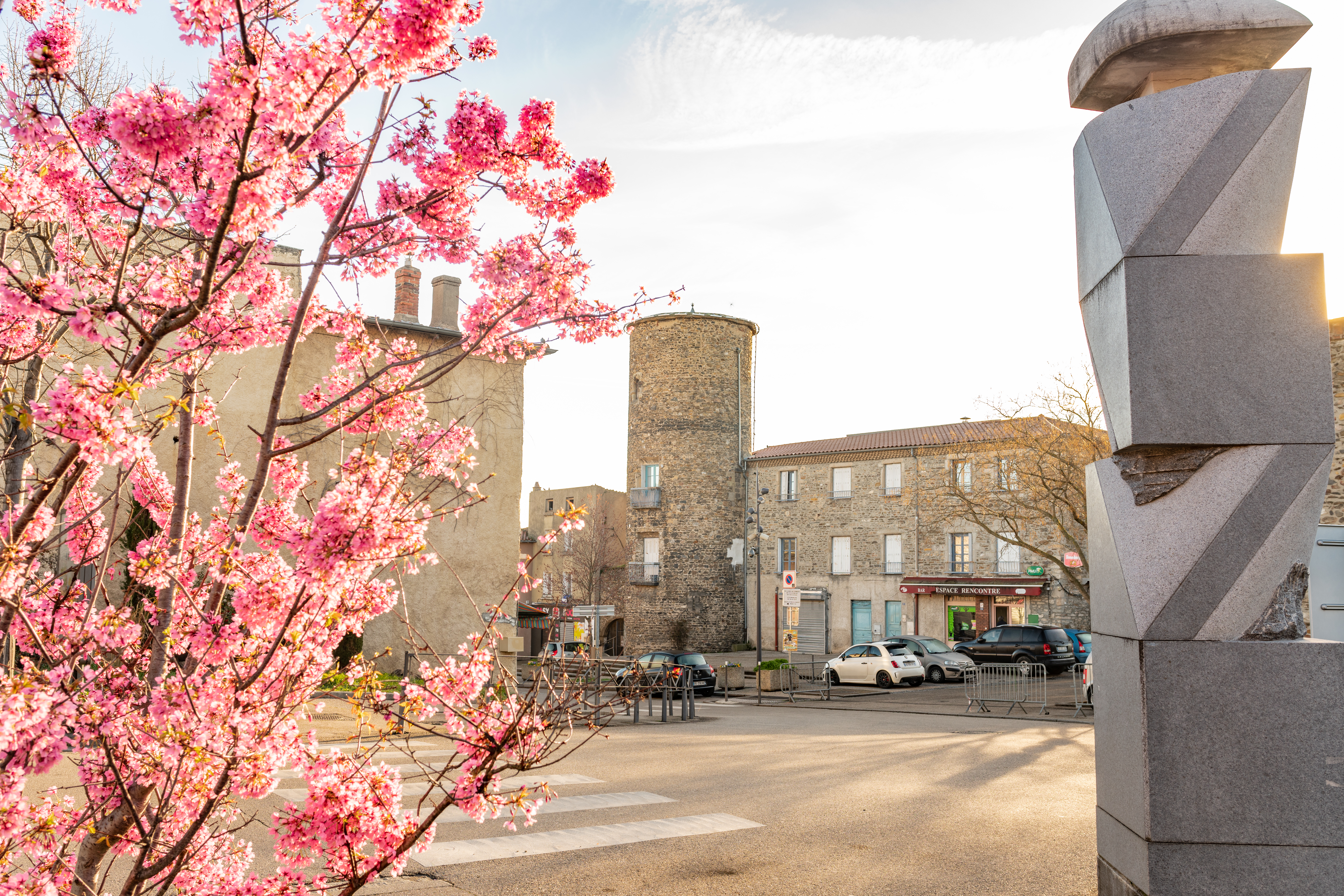
La place Jean Jaurès et sa tour

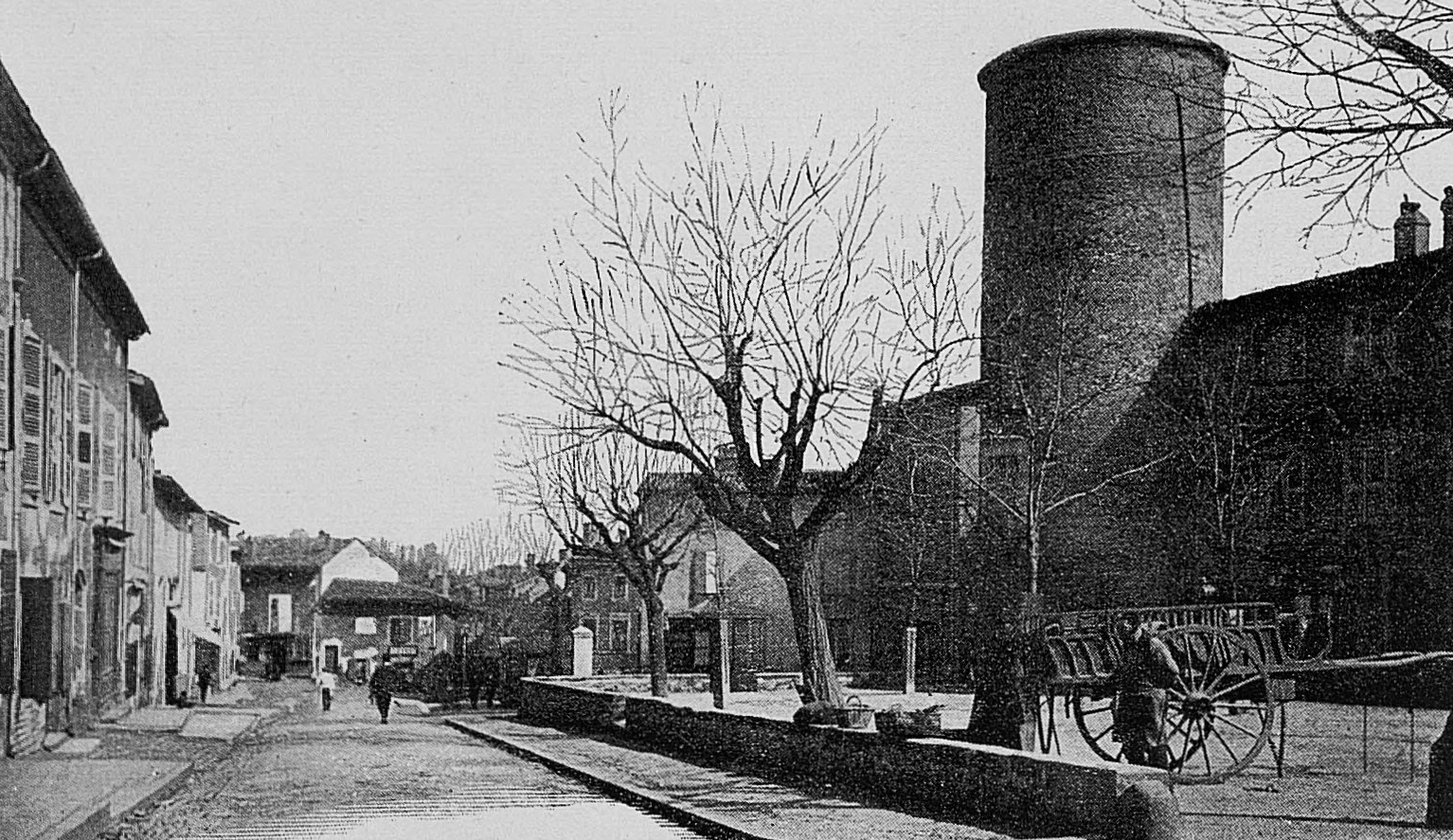
La place du bourg au début du XXe siècle.

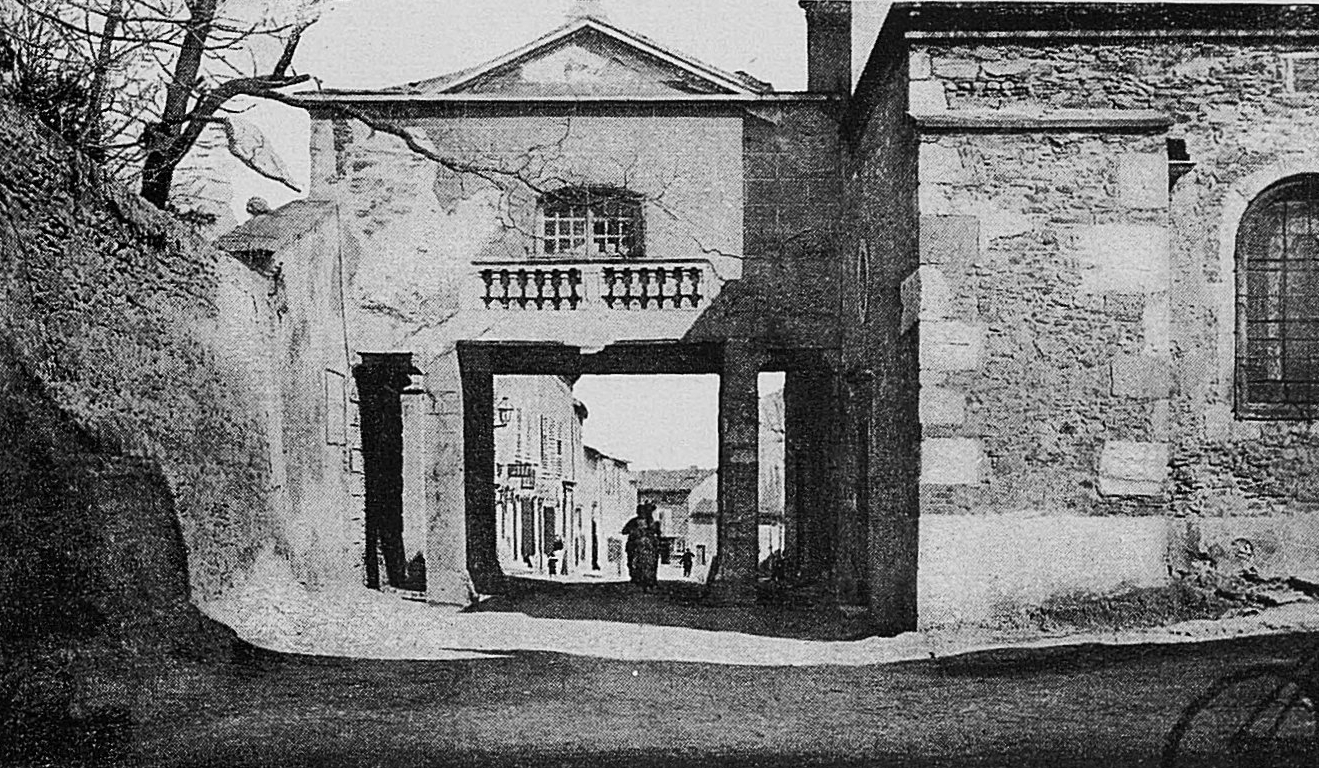
Galerie reliant le château à l'église entre 901 et 1902

#### Patrimoine religieux
- Chapelle des Arboras ou Chapelle Saint Joseph
- Église Saint Pierre : Ancienne chapelle du XIIIe, remaniée au XVIIe (nef centrale et les deux nefs latérales)

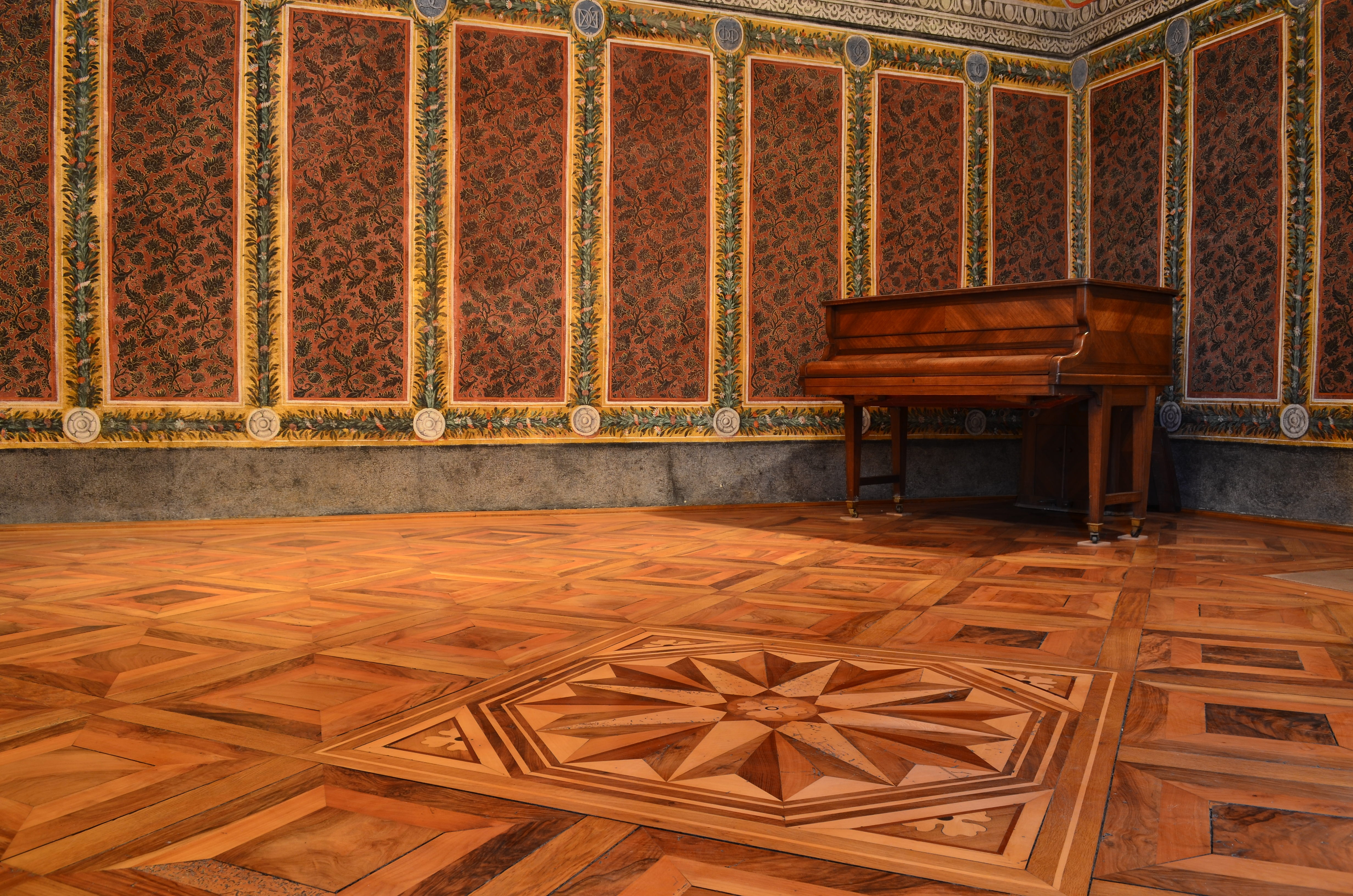
Salle des Brocarts, ancienne chambre de Jeanne du Clapier - Hôtel de Ville de Grigny

#### Patrimoine civil
Le château occupé par Jeanne de Clapier au XVIIe siècle est aujourd'hui devenu l'Hôtel de Ville, doté d'une salle d'exposition et des peintures murales (classement le 13/09/1984) que l'on peut visiter sur rendez-vous tout au long de l'année ou lors des Journées européennes du patrimoine.

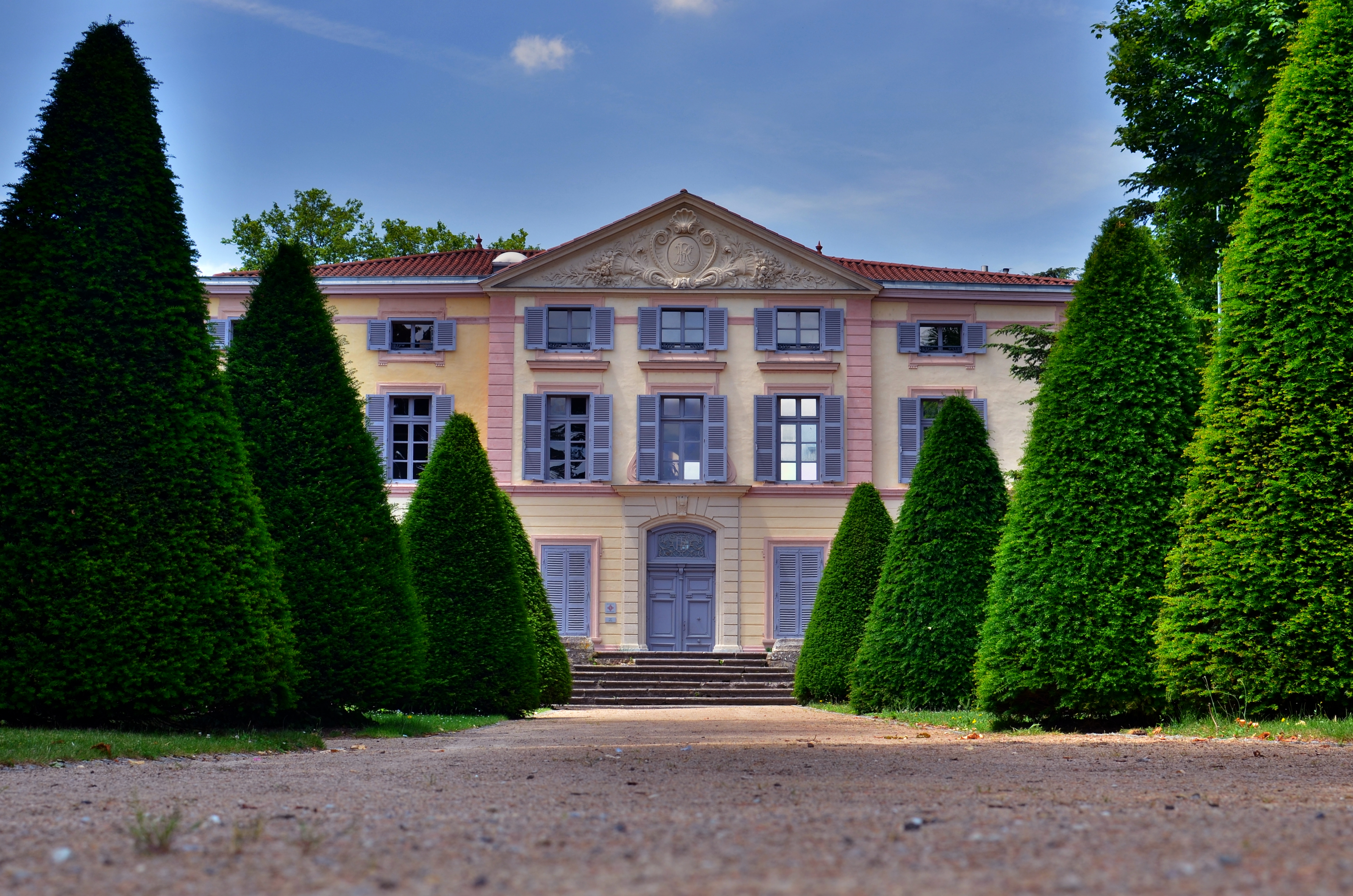
Façade arrière de l'Hôtel de Ville de Grigny

Le Nymphée (édifice bâti autour d'une fontaine et autrefois décorée de statues) situé dans le parc faisait partie intégrante du château.
Les souterrains de Grigny (anciennes galeries de soutènement du parc à la Française) se situent sous les jardins de l'hôtel de ville de Grigny (ancien château). Autrefois il s'agissait de cellules pour les prisonniers.
Ils forment un couloir long d’une vingtaine de mètres, neuf salles se détachant sur les côtés. L'entrée principale des souterrains ouvre sur un petit hall, duquel monte une rampe qui mène à un premier niveau où l'on découvre les cellules au plafond voûté.

#### Autres éléments bâtis patrimoniaux
- Centre de Loisirs Auguste Veyret
- Les Eaux Vives : Bâtiment principal en U avec dépendances, le portail attenant et la tour ronde
- Les Cazardes : maison bourgeoise
- Maison bourgeoise aux allures de château fortifié dans la rue Pierre Sémard
- Propriété Lamy : 2 bâtiments sur la rue, la tour ronde, les murs et portails
- Maison à motifs géométriques avec deux volumes dans la cité SNCF
- Maison de Hameau à l'Angle rue Jean Moulin / rue Caraca
- Centre Edmond Chervet
- Maison de maître dans le chemin du Recou avec le mur d'enceinte et les piles du portail
- L'éolienne (maison de retraite) et son mur d'enceinte
- Bâtiment ferroviaire Rue Paul Langevin
- La Rotonde de Grigny ou gare de triage de Badan, emblème de la gare de triage ferroviaire de Badan[87] et les deux châteaux d'eau.
- On notera la présence d'une tour de traille à proximité du Rhône, qui à l'époque, permettait de traverser le fleuve dans une embarcation, le bac à traille, en se déplaçant le long d'un câble (la « traille »)[88].
- On notera aussi la présence d'ouvrage d'art : Aqueduc de la vallée du Garon[89] et Pont ferroviaire dit viaduc de la Méditerranée, ou dit viaduc de Chasse ou dit viaduc de Givors, actuellement pont ferroviaire en arc[90].
- Construit par un riche marchand lyonnais au XIXe siècle, le manoir jadis appelé "Les petites Cazardes" qui est dans le parc du Manoir. Cela concerne la Maison de Maître, des dépendances, le mur d'enceinte, les dépendances dans le parc dont le pigeonnier et les écuries. Au XXe siècle, le Manoir devient un restaurant puis la ville de Grigny en devint propriétaire en 1979[91].
- La tour médiévale avec le porche et un bâtiment quadrangulaire attenant
- Derrière l'église se trouve un mur d'enceinte : le mur du Vingtain, du nom de l'impôt qui a permis sa construction et qui représentait un vingtième des récoltes.
- Cabanes en pierre et pisé, vestiges agricoles sur le Plateau
- École Tissot, rue Bouteiller
- École Gauguin (ensemble de la cité SNCF)
- Ferme Poulenard
- Des réalisations plus contemporaines issues des différents symposiums de sculpture sont également disposées dans la ville.

#### Périmètre d'intérêt patrimonial
- Le Bourg
- Cité SNCF : Il existe toujours, près de la gare de triage de Badan, une cité SNCF datant des années 1930, témoignant de l’activité cheminote qui caractérise Grigny depuis plus de 150 ans. Dans les années 1990, la municipalité a commandé une étude visant à réhabiliter ce secteur et a participé à la rénovation des façades des rues Couriot, Cordier, Darcy et Pressensé ; ce qui lui vaut, en 1997, de gagner le prix « Choisissez vos couleurs ».

#### Patrimoine culturel
- La joute
- Médiathèque Léo Ferré : bibliothèque, espace multimédia ou numérique, salle de travail
- La "Maison Hosotte"[92]
- Cité d’artistes
- Centre Edmond Chervet

#### Jardins familiaux, partagés et d'insertion
- Les 4 jardins familiaux : le jardin SNCF, le jardin Gilbert Bernard, le jardin Jean Moulin et le jardin du 8 mai
- Le jardin partagé : Jardin du centre social de Grigny
- Le jardin d'insertion : Les potagers du Garon

### Personnalités liées à la commune
- Jean Marchat, acteur français, y est né le 8 juin 1902 et mort à 64 ans.
- Salah Hamouri (citoyen d'honneur)

### Héraldique
| Blason de Grigny | Blason  | D’azur à un pigeon d’or                          |
| Blason de Grigny | Détails | Le statut officiel du blason reste à déterminer. |